# Braine-l’Alleud
Braine-l’Alleud (Holland nyelven: Eigenbrakel) egy Vallon község Belgium Vallon Brabant tartományában, 20 kilométerre Brüsszeltől.
A híres Oroszlános-domb (franciául: Butte du Lion, hollandul: Leeuw van Waterloo) emlékmű is itt található. Megépítését I. Vilmos holland király rendelte el 1820-ban, majd 1823 és 1826 novembere között építették a waterlooi csata emlékére. Magassága 43 méter, a csúcsára 226 lépcső vezet fel. A dombtetőn álló 4,45 méter magas és 4,50 méter széles, 28 tonnás oroszlánszobor Jean-François Van Geel (1756–1830) műve.